# Чорноморець (Бургас, 1919)
«Чорноморець» Бургас (болг. ФК Черноморец Бургас) — колишній болгарський футбольний клуб з міста Бургас. Проводив свої домашні матчі на місцевому стадіоні «Чорноморець». Команда була фіналістом Кубка Болгарії та болгарського Суперкубка.
Восени 2006 року вона припинила своє існування. У 2005 році для продовження традицій бренду «Чорноморець» було створено ОФК «Чорноморець 919», який з наступного року став називатись просто «Чорноморець».

## Історія

### 1905—1958
У 1905 році група болгарських студентів із Робертського коледжу Стамбула створила спортивний клуб у місті Бургас під назвою «Стрела». Через кілька років клуб офіційно отримав ліцензію і в травні 1912 року місцевий муніципалітет обрав першого президента клубу та інший персонал. У період 1918—1919 років СК «Стрела» включала понад 200 членів, повільно перетворюючись на асоціацію, що має велике значення для міста.
Тому деякі зміни мали бути внесені і 1 серпня 1919 року першим президентом клубу був обраний Стефан Ілич. За його пропозицією назву клубу було змінено на СК «Чорноморець». Того ж року було створено футбольну секцію у спортивному товаристві під назвою ФК «Чорноморець».
У період з 1919 по 1944 рік футбольний клуб брав участь у чемпіонатах Болгарії. У 1924 році, коли був проведений перший розіграш чемпіонату Болгарії, «Чорноморець» у першому ж матчі програв 0:7 столичному «Левські» і завершив змагання. Після цього клуб не брав участі у чемпіонаті до 1933 року, де знову зазнав поразки в першому турі, цього разу від «Ботева» (Ямбол). Надалі клуб також брав участь в чемпіонаті з 1937 по 1939 рік.
В цей же час команда неодноразово реорганізовувалась і змінювала назву. Так у 1921 році «Чорноморець» об'єднався з «Олімпійцем», заснованим у 1920 році. У 1929 році — з клубом «Чеган» (який сам був заснований 1927 року після злиття «Ботева», заснованого 1921 року, та «Нової Стріли», заснованої 1921 року), після чого став виступати під назвою «Чорноморець-Чеган 29». У 1930 році «ЧЧ 29» повернув собі назву «Чорноморець».
У 1944 році клуб був викуплений муніципалітетом міста Бургас, його ім'я було змінено на ФК «Любослав» та взято на роботу нового головного тренера   — угорця Крамера Ліпота. Однак результати були погані, і незабаром його звільнили з роботи.
Після встановлення комуністичної влади в країні 1945 року клуб було розпущено. Натомість у місті створили 3 клуби — «Левскі», «Ботев» та «Славія». Згодом «Левскі» та «Ботев» об'єднались у єдину команду під назвою «ЛБ-45». У 1946 році ЛБ-45 злився зі «Славією» під назвою «Любислав».
У 1949 році в країні створились Добровільні спортивні організації, які існували до 1956 року. У Бургасі їх налічувалось 11: «Міньор», «Червено знаме», «Спартак», «Локомотив», «Динамо», «Ударник», «Строїтел», «Урожай», ДНА, «Септемврі» та «Торпедо». Після скасування ДСО у 1957 році було створено два клуби — «Левскі» та «Черноморскі спортіст».

### 1958—2006
У 1958 році «Левскі» та «Черноморскі спортіст» об'єдналися в єдиний у місті клуб «Ботев», названий на честь болгарського національного героя Христо Ботева. Після тривалої перерви в сезоні 1965/66 років «Ботев» повернувся до вищої ліги.
У 1968 році, щоб відродити історію та традиції «Чорноморця», за ідеєю спортивного журналіста та активіста Стефана Валчева, колишнього футболіста «Чорноморця» та «Ботева», клуб повернув собі історичну назву «Чорноморець». Втім вже 1973 року команду понизили у класі через договірні матчі.
Лише 1977 року їй вдалось повернутись в еліту і надовго там закріпитись. Найкращими сезонами ФК «Чорноморець» в болгарському вищому дивізіоні стали 1978/79 та 1983/84, в яких клуб посідав 5-е місце. Загалом він провів в болгарському топ-дивізіоні 31 сезон. Крім того за підсумками сезону 1981/82 клуб зайняв шосте місце, що дозволило йому вперше вийти в єврокубки. У Кубку Інтертото «Чорноморець» посів 3 місце серед 4-х команд групи 9. Згодом команда зіграла у цьому турнірі і в 1985 році, цього разу зайнявши 2 місце у групі, втім за тогочасним форматом вихід з групи не передбачався.
У 1989 році «Чорноморець» несподівано вийшов до фіналу Кубка Болгарії, де зустрівся з ЦСКА (Софія). Незважаючи на поразку 0:3, команді з Діаном Петковим, Златко Янковим, Любомиром Шейтановим та Владо Стояновим вдалося кваліфікуватись до Кубка володарів кубків УЄФА. Перша участь клубу у Кубку кубків виявилась теж несподіваною. Команда потрапила на «Динамо» (Тирана) з Албанії. Перша гра в Бургасі за присутності 17 000 глядачів на стадіоні « Чорноморець», завершилася перемогою болар 3:1. Але друга гра в Тирані закінчилася ганебною поразкою 0:4 і вильотом з турніру.
Через кілька років, у 1994 році «Чорноморець» вилетів у Південну групу Б, де у 1995 році він став 9-м і навіть потрапив до Південної групи В, в якій він провів один сезон. Повернутись до Групи А команда зуміла лише у 1999 році, з новим власником Івайлом Дражевим, який купив клуб у 1997 році.
У сезоні 2003/04 «Чорноморець» фінішував 16-м і вчергове вилетів до Групи Б, де сезон 2004/05 закінчив на 15-й позиції і вилетів у Південно-східну групу В. Там восени 2006 року клуб з фінансових причин відмовився від подальших ігор і був припинив існування, а в усіх матчах другої половини сезону 2006/07 команді були зараховані технічні поразки.
Власник Івайло Дражев намагався зберегти бренд «Чорноморця», придбавши 2006 року новачка Групи А клуб «Конеліано», який під назвою «Чорноморець Бургас» (Софія) зіграв у вищому дивізіоні сезону 2006/07, але виступив вкрай невдало і по завершенні сезону припинив існування. Натомість для продовження традицій та історії «Чорноморця» у 2006 році інший місцевий клуб «Чорноморець 919» став називатись просто «Чорноморець».

### Історичні назви
| Роки    | Імена                     |
| ------- | ------------------------- |
| 1919–28 | ФК «Чорноморець»          |
| 1929–30 | ФК «Чорноморець-Чеган 29» |
| 1930–44 | ФК «Чорноморець»          |
| 1944–45 | ФК «Любослав»             |
| 1958–68 | ФК «Ботев»                |
| 1968-06 | ФК «Чорноморець»          |

### Виступи по сезонах
| Season  |                               | М  | І  | В  | Н  | П  | ГЗ | ГП  | О  | Кубок       | Примітки     |
| ------- | ----------------------------- | -- | -- | -- | -- | -- | -- | --- | -- | ----------- | ------------ |
| 1938    | ДПФ (І)                       | 8  | 18 | 4  | 4  | 10 | 30 | 40  | 12 | невідомо    |              |
| 1939    | ДПФ (І)                       | 10 | 18 | 0  | 4  | 14 | 17 | 61  | 4  | невідомо    | Виліт        |
| 1948–49 | РФД (І)                       | 10 | 18 | 2  | 3  | 13 | 15 | 38  | 7  | 1/4         | Виліт        |
| 1957    | Південна Б РФГ (ІІ)           | 8  | 30 | 10 | 10 | 10 | 42 | 50  | 30 | невідомо    |              |
| 1958    | Південна Б РФГ (ІІ)           | 10 | 15 | 5  | 4  | 6  | 17 | 18  | 14 | невідомо    |              |
| 1958–59 | Південна Б РФГ (ІІ)           | 10 | 30 | 13 | 5  | 11 | 45 | 42  | 31 | 1/4         | Виліт        |
| 1961–62 | Б РФГ (ІІ)                    | 10 | 30 | 9  | 8  | 13 | 41 | 49  | 26 | невідомо    |              |
| 1962–63 | Південна Б РФГ (ІІ)           | 11 | 38 | 15 | 6  | 17 | 61 | 55  | 36 | невідомо    |              |
| 1963–64 | Південна Б РФГ (ІІ)           | 6  | 34 | 13 | 13 | 8  | 53 | 42  | 39 | невідомо    |              |
| 1964–65 | Південна Б РФГ (ІІ)           | 1  | 34 | 19 | 6  | 9  | 57 | 29  | 44 | невідомо    | Підвищення   |
| 1965–66 | А РФГ (І)                     | 14 | 30 | 8  | 9  | 13 | 34 | 48  | 25 | 1/8         |              |
| 1966–67 | А РФГ (І)                     | 9  | 30 | 10 | 10 | 10 | 38 | 35  | 30 | 2 в групі 1 |              |
| 1967–68 | А РФГ (І)                     | 13 | 30 | 9  | 7  | 14 | 35 | 53  | 25 | 1/2         |              |
| 1968–69 | А РФГ (І)                     | 7  | 30 | 10 | 8  | 12 | 51 | 56  | 28 | 3 в групі 1 |              |
| 1969–70 | А РФГ (І)                     | 8  | 30 | 10 | 9  | 11 | 33 | 41  | 29 | 1/8         |              |
| 1970–71 | А РФГ (І)                     | 15 | 30 | 6  | 7  | 17 | 33 | 66  | 19 | 3 в групі 3 |              |
| 1971–72 | А РФГ (І)                     | 14 | 34 | 11 | 8  | 15 | 47 | 49  | 28 | 1/16        |              |
| 1972–73 | А РФГ (І)                     | 12 | 34 | 12 | 7  | 15 | 35 | 44  | 31 | 1/4         | drawn        |
| 1973–74 | Південна Б РФГ (ІІ)           | 2  | 36 | 23 | 6  | 7  | 81 | 34  | 52 | 1/4         |              |
| 1974–75 | Південна Б РФГ (ІІ)           | 2  | 38 | 18 | 8  | 12 | 52 | 40  | 44 | невідомо    |              |
| 1975–76 | Південна Б РФГ (ІІ)           | 7  | 38 | 16 | 8  | 14 | 61 | 47  | 40 | 1/32        |              |
| 1976–77 | Південна Б РФГ (ІІ)           | 1  | 38 | 20 | 10 | 8  | 60 | 30  | 50 | 1/32        | Підвищення   |
| 1977–78 | А РФГ (І)                     | 10 | 30 | 11 | 5  | 14 | 45 | 43  | 27 | 1/16        |              |
| 1978–79 | А РФГ (І)                     | 5  | 30 | 13 | 8  | 9  | 45 | 43  | 34 | 1/8         |              |
| 1979–80 | А РФГ (І)                     | 9  | 30 | 12 | 3  | 15 | 39 | 42  | 27 | 1/4         |              |
| 1980–81 | А РФГ (І)                     | 11 | 30 | 9  | 10 | 11 | 42 | 49  | 28 | 1 раунд     |              |
| 1981–82 | А РФГ (І)                     | 6  | 30 | 14 | 4  | 12 | 48 | 44  | 32 | невідомо    |              |
| 1982–83 | А РФГ (І)                     | 13 | 30 | 12 | 4  | 14 | 41 | 47  | 28 | невідомо    |              |
| 1983–84 | А РФГ (І)                     | 5  | 30 | 12 | 7  | 11 | 43 | 47  | 31 | невідомо    |              |
| 1984–85 | А РФГ (І)                     | 16 | 30 | 8  | 5  | 17 | 35 | 57  | 21 | невідомо    | Виліт        |
| 1985–86 | Б РФГ (ІІ)                    | 1  | 38 | 21 | 7  | 10 | 81 | 42  | 48 | невідомо    | Підвищення   |
| 1986–87 | А РФГ (І)                     | 12 | 30 | 10 | 4  | 16 | 48 | 76  | 24 | невідомо    |              |
| 1987–88 | А РФГ (І)                     | 15 | 30 | 9  | 3  | 18 | 27 | 50  | 21 | 1/4         | Виліт        |
| 1988–89 | Б РФГ (ІІ)                    | 2  | 38 | 20 | 10 | 8  | 63 | 32  | 50 | Фінал       | Підвищення   |
| 1989–90 | А РФГ (І)                     | 11 | 30 | 11 | 7  | 12 | 36 | 41  | 29 | невідомо    |              |
| 1990–91 | А РФГ (І)                     | 7  | 30 | 11 | 8  | 11 | 41 | 50  | 30 | 2 в групі 1 |              |
| 1991–92 | А РФГ (І)                     | 12 | 30 | 8  | 9  | 13 | 28 | 43  | 25 | 1/16        |              |
| 1992–93 | А РФГ (І)                     | 8  | 30 | 11 | 8  | 11 | 33 | 31  | 30 | 1/8         |              |
| 1993–94 | А РФГ (І)                     | 13 | 28 | 8  | 6  | 14 | 30 | 36  | 30 | 1/16        | Виліт        |
| 1994–95 | Південна Б РФГ (ІІ)           | 9  | 30 | 13 | 7  | 10 | 43 | 35  | 46 | невідомо    | Виліт        |
| 1995–96 | Південно-східна Група В (ІІІ) | -  | -  | -  | -  | -  | -  | -   | -  | 3 раунд     | Підвищення   |
| 1996–97 | Б РФГ (ІІ)                    | 7  | 34 | 16 | 4  | 14 | 51 | 39  | 52 | 1/8         |              |
| 1997–98 | Б РФГ (ІІ)                    | 4  | 30 | 18 | 5  | 7  | 50 | 17  | 59 | 1/16        |              |
| 1998–99 | Б РФГ (ІІ)                    | 1  | 30 | 21 | 3  | 6  | 62 | 20  | 66 | 2nd leg     | Підвищення   |
| 1999-00 | А РФГ (І)                     | 10 | 30 | 10 | 7  | 13 | 31 | 40  | 37 | 1/2         |              |
| 2000–01 | ПФЛ (І)                       | 11 | 26 | 6  | 4  | 16 | 22 | 48  | 22 | 1/16        |              |
| 2001–02 | ПФЛ (І)                       | 10 | 40 | 13 | 9  | 18 | 41 | 69  | 35 | 1/16        |              |
| 2002–03 | ПФЛ (І)                       | 11 | 26 | 7  | 3  | 16 | 32 | 56  | 24 | 1/4         |              |
| 2003–04 | А РФГ (І)                     | 16 | 30 | 4  | 6  | 20 | 30 | 68  | 18 | 1/8         | Виліт        |
| 2004–05 | Б РФГ (ІІ)                    | 15 | 30 | 5  | 4  | 21 | 29 | 64  | 19 | 1 раунд     | Виліт        |
| 2005–06 | Південно-східна Група В (ІІІ) | 14 | 30 | 6  | 5  | 19 | 26 | 56  | 23 | невідомо    |              |
| 2006–07 | Південно-східна Група В (ІІІ) | 18 | 34 | 0  | 0  | 34 | 8  | 161 | 0  | невідомо    | Розформовано |

### Виступи у єврокубках
| Сезон   | Турнір                 | Раунд    | Клуб                 | Вдома | В гостях | Загалом |
| ------- | ---------------------- | -------- | -------------------- | ----- | -------- | ------- |
| 1982    | Кубок Інтертото        | 9 група  | Банік (Острава)      | 5–2   | 1–3      | 3 з 4   |
| 1982    | Кубок Інтертото        | 9 група  | ІФК Гетеборг         | 2–4   | 4–4      | 3 з 4   |
| 1982    | Кубок Інтертото        | 9 група  | Нествед              | 4–0   | 1–2      | 3 з 4   |
| 1985    | Кубок Інтертото        | 11 група | Старт (Крістіансанн) | 2–0   | 0–1      | 2 з 4   |
| 1985    | Кубок Інтертото        | 11 група | Аарау                | 4–1   | 3–3      | 2 з 4   |
| 1985    | Кубок Інтертото        | 11 група | МТК (Будапешт)       | 1–2   | 1–5      | 2 з 4   |
| 1989–90 | Кубок володарів кубків | Кв.      | Динамо (Тирана)      | 3–1   | 0–4      | 3–5     |

## Рекордсмени за матчами та голами
| № | Ім'я                | Матчів |
| - | ------------------- | ------ |
| 1 | Іван Йовчев         | 311    |
| 2 | Іван Притиргов      | 254    |
| 3 | Валентин Делімінков | 248    |
| 4 | Тотко Дремсізов     | 201    |
| 5 | Любомир Шейтанов    | 201    |

| № | Ім'я            | Голів |
| - | --------------- | ----- |
| 1 | Тотко Дремсізов | 79    |
| 2 | Іван Притиргов  | 76    |
| 3 | Владо Стоянов   | 66    |
| 4 | Георгі Маджаров | 47    |
| 5 | Пейо Ніколов    | 29    |

## Легенди клубу
| - Любомир Шейтанов - Русі Гочев - Тотко Дремсізов - Ваньо Костов - Владо Стоянов - Іван Притиргов - Златко Янков - Валентин Іванов - Іліян Банев - Диян Петков | - Николай Русев - Цвятко Мутафчієв - Панайот Костов - Мирослав Кралев - Петар Младенов - Росен Петров - Пейо Ніколов - Васіл Стоянов - Валентин Делімінков - Валентин Пеєв | - Дражо Стоянов - Георгі Ілієв - Ніколай Калушев - Христо Стоєв - Алексі Желязков - Красимир Димитров - Тома Томов - Васіл Стоянов - Васіл Григоров - Димитар Божидаров | - Христо Момчев - Димитар Папазов - Іван Пазачев - Стоян Пумпалов - Ніколай Радлев - Тодор Райков - Іван Вутов - Іван Йовчев | - Симеон Чилібонов - Георгі Чиликов - Костадин Джамбазов - Ралі Халачев - Іван Ілчев - Іліан Ілчев - Мирослав Косев - Радостин Кишишев - Івайло Коцев - Петар Кумурджиєв - Георгі Маджаров |  |

## Відомі тренери
- Крамер Ліпот
- Євгені Янчовський
- Тотко Дремсізов
- Любомир Борисов
- Васіл Желев
- Іван Цветанов
- Мирослав Кралев

## Досягнення
Група A :
- П'яте місце (2): 1979, 1984

Група Б :
- Переможець (4): 1964/65, 1976/77, 1985/86, 1998/99

Кубок Болгарії
- Фінал (1): 1989

Суперкубок Болгарії
- Фінал (1): 1989